# Pompón (lana)

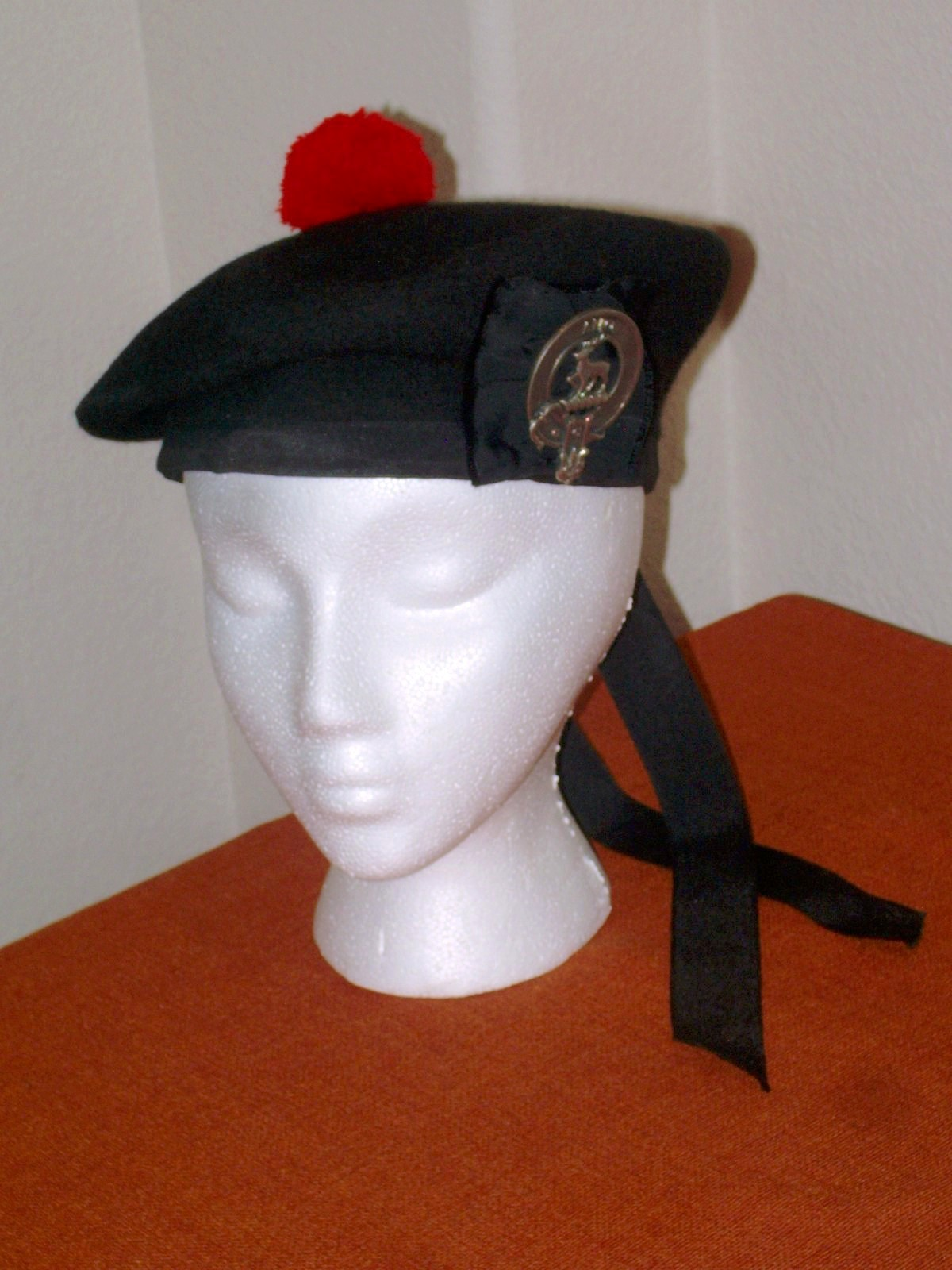
Birrete con un pompón rojo.

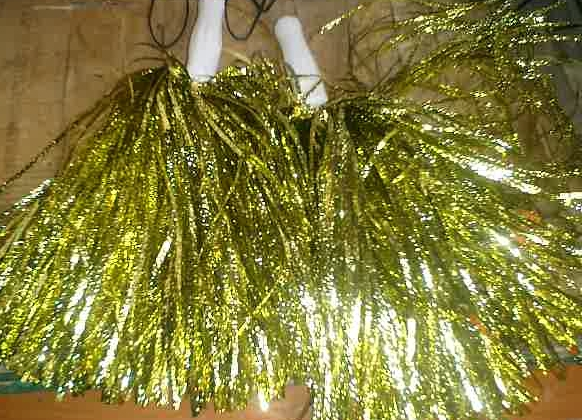
Un par de pompones de animación.

Un pompón es una bola decorativa confeccionada con material fibroso como la lana. Los pompones se fabrican de diversos colores, tamaños y variedades con materiales tales como la lana, algodón y plástico.
Se utilizan pompones decorativos pequeños como complemento de vestimentas por ejemplo en el extremo de un cordel de cintura, en la punta de un gorro de esquí, en la zona superior de una boina, o en calcetines tradicionales escoceses.

## Procedimiento de confección
La confección de un pompón es un procedimiento de las artes de bricolaje. Para fabricar un pompón, se precisa un trozo de cartón, un par de tijeras y un ovillo de hilo o lana. 

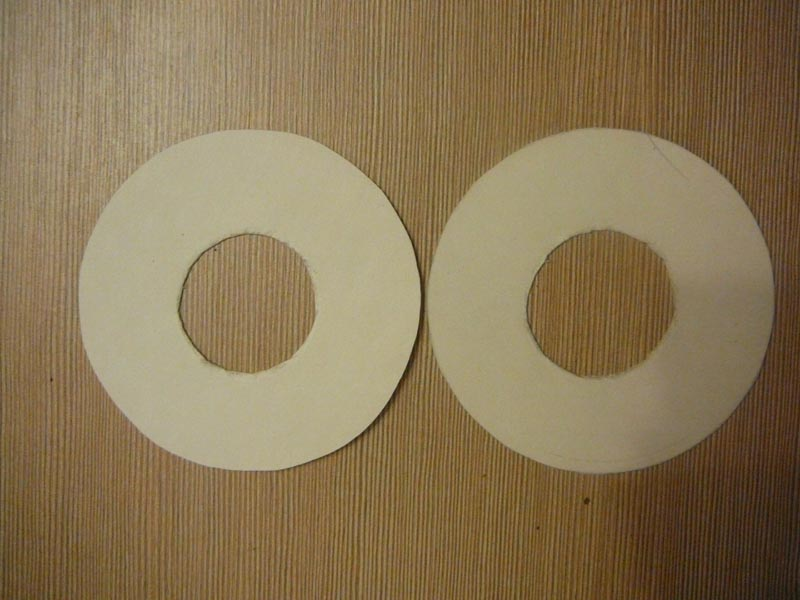
Se comienza cortando un anillo de cartón en el cual se ha dejado una distancia de unos dos centímetros entre el agujero interior y el diámetro exterior.
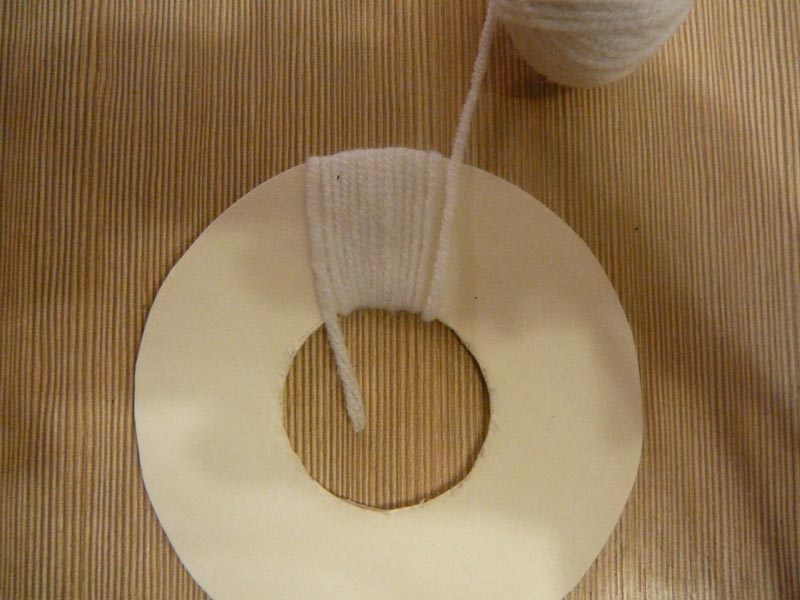
Se envuelve el anillo de cartón con el hilo, pasando por el agujero central el extremo del hilo elegido.
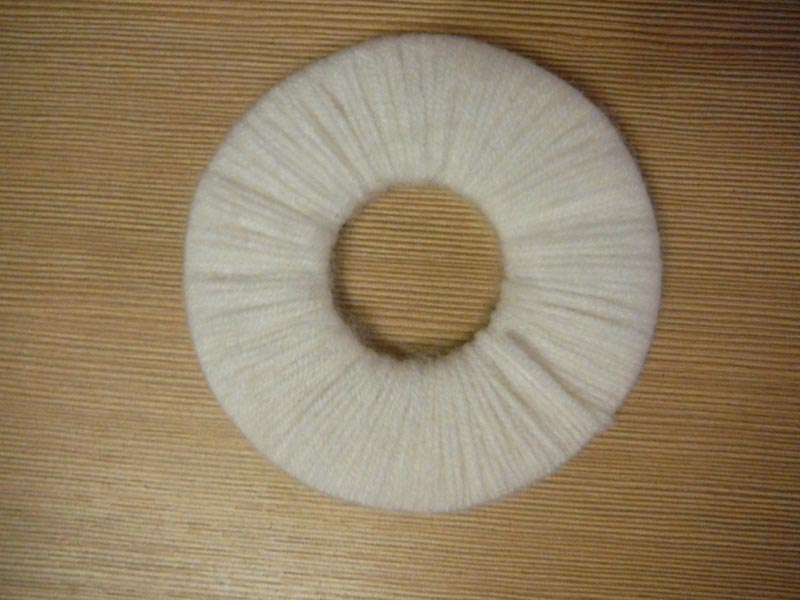
El hilo debe pasar numerosas veces por el agujero central. Cuanto mayor cantidad de pasadas se realicen mayor consistencia tendrá el pompón.

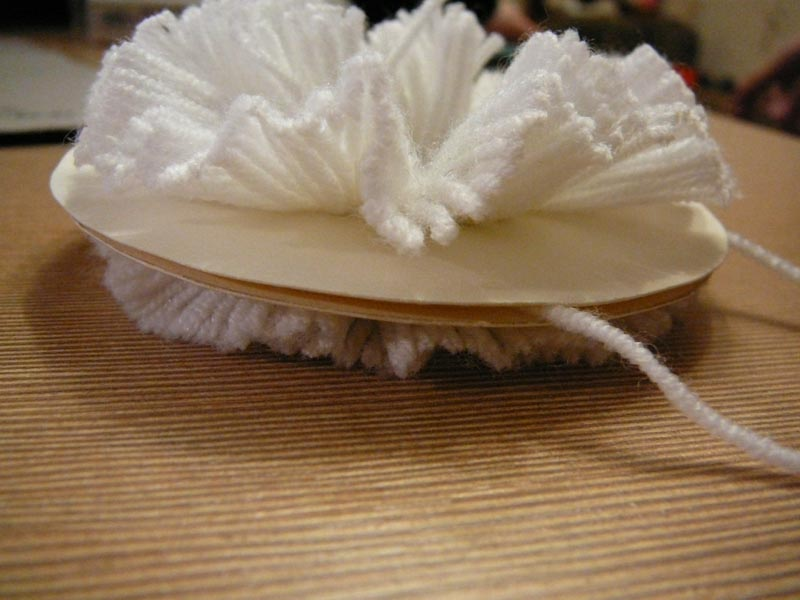
Una vez que se ha completado el proceso de enrollado del hilo, se corta la lana a nivel del plano del aro de cartón (como si fuera el ecuador).
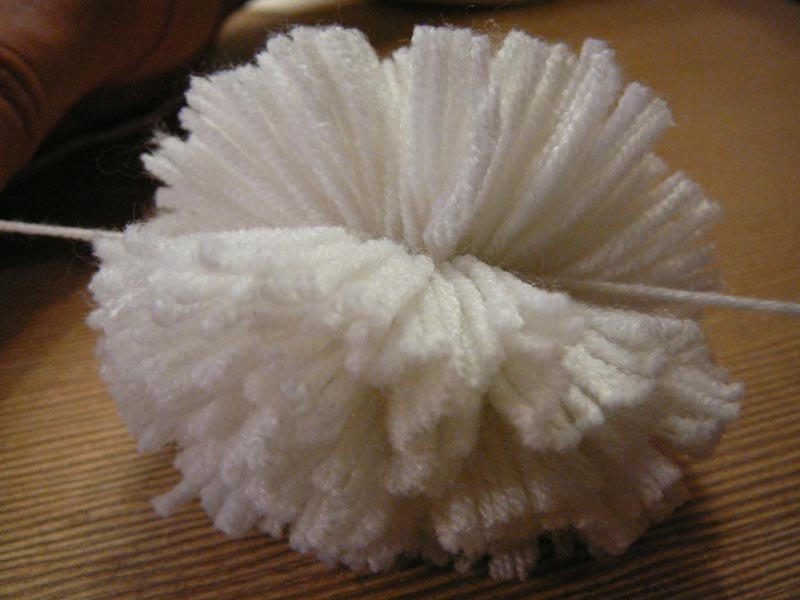
Luego se envuelven las fibras contenidas en el anillo con un trozo de lana, y se ajusta con fuerza para que las mismas no se salgan, Luego se corta con cuidado el anillo de cartón y se lo extrae. Con los dedos se manipulan los hilos de forma de darle volumen y forma al pompón
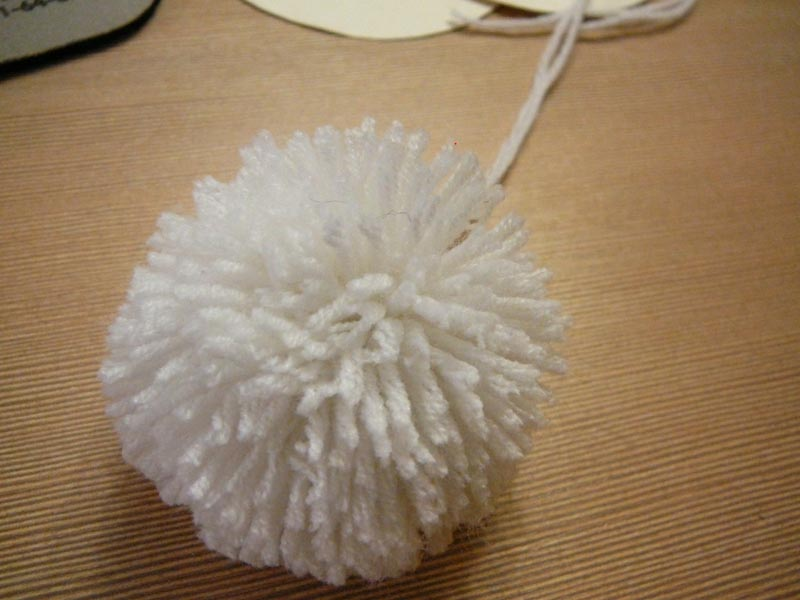
Para darle su terminación final, se redondea y emparejan los extremos de la lana recortando con una tijera.